# Królestwo Anglii
Królestwo Anglii (łac. Regnum Anglorum, ang. Kingdom of England, stfr. Reaume d’Angleterre, ang-nor. Realme d'Engleterre) – historyczne królestwo w zachodniej Europie, które istniało od 927 do 1707 roku, z przerwą w latach 1649–1660 (Republika Angielska). Zajmowało południową, większą część wyspy Wielka Brytania, obejmującą współczesną Anglię oraz (od XIII wieku) Walię. Na północy królestwo graniczyło z Królestwem Szkocji, z którym zostało następnie połączone unią realną jako Królestwo Wielkiej Brytanii na mocy warunków aktu unii z 1707 roku.
Najważniejsza królewska rezydencja mieściła się początkowo w mieście Winchester, w hrabstwie Hampshire, ale Londyn oraz Gloucester posiadały niemal równorzędny status – szczególnie Londyn, który de facto stał się stolicą królestwa na początku XII wieku.